# The Early Days
The Early Days (The History of Iron Maiden Part 1: The Early Days) es un DVD doble de Iron Maiden que ofrece la historia de los primeros años de la banda, desde sus humildes comienzos en el East End de Londres en 1975 hasta el triunfante álbum Piece of Mind y su gira World Piece Tour en 1983. El DVD presenta una gran colección de videos raros y escenas de los conciertos, así como entrevistas con exmiembros como Kent Ewing, Doug Sampson, Terry Rance, Ron Matthews, Terry Wapram, y Bob Sawyer.

## Contenido
| Live at the Rainbow (21 de diciembre de 1980) 1. "The Ides of March" 2. "Wrathchild" 3. "Killers" 4. "Remember Tomorrow" 5. "Transylvania" 6. "Phantom of the Opera" 7. "Iron Maiden" Beast over Hammersmith (20 de marzo de 1982) 1. "Murders in the Rue Morgue" 2. "Run to the Hills" 3. "Children of the Damned" 4. "The Number of the Beast" 5. "22 Acacia Avenue" 6. "Total Eclipse" 7. "The Prisoner" 8. "Hallowed Be Thy Name" 9. "Iron Maiden" Live in Dortmund (18 de diciembre de 1983) 1. "Sanctuary" 2. "The Trooper" 3. "Revelations" 4. "Flight of Icarus" 5. "22 Acacia Avenue" 6. "The Number of the Beast" 7. "Run to the Hills" | The Early Days Documental con duración de 90 minutos. 20th Century Box Programa de televisión de 1981, con duración de 20 minutos. Live at the Ruskin Arms (1980) (45 minutos) 1. "Sanctuary" 2. "Wrathchild" 3. "Prowler" 4. "Remember Tomorrow" 5. "Running Free" 6. "Transylvania" 7. "Another Life" 8. "Phantom of the Opera" 9. "Charlotte the Harlot" Extras (40 minutos) 1. "Running Free" (Live on Top of the Pops 1980) 2. "Women in Uniform" (Live on Top of the Pops 1980) 3. "Running Free" (Live on Rock and Pop, Alemania 1980) Videos promocionales 1. "Women in Uniform" 2. "Run to the Hills" 3. "The Number of the Beast" 4. "Flight of Icarus" 5. "The Trooper" |

Además, el DVD incluye una galería fotográfica con más de 150 fotos, imágenes y obras de arte, listados del tour completo, discografía y programaciones de la gira